# In the street
In the street  è un cortometraggio statunitense del 1948 diretto da Helen Levitt, Janice Loeb e James Agee.
Il cortometraggio, autoprodotto, fu girato nel 1945-46 nelle strade della Spanish Harlem con una cinepresa 16 mm nascosta, diffuso una prima volta nel 1948 e in una nuova versione nel 1951. Definito "la quintessenza del documentario", ma giudicato da altri un film surrealista d'avanguardia, fu scelto nel 2006 per essere conservato nel National Film Registry.

## Trama
Non esiste una vera trama. I quattordici minuti del film descrivono scene spontanee (sul modello della street photography) girate principalmente nell'East Harlem (Spanish Harlem) e nel Lower East Side, due quartieri di New York. Si apre con una breve prefazione scritta da Agee: «Le strade dei quartieri poveri delle grandi città sono, soprattutto, un teatro e un campo di battaglia. Là, inconsapevole e inosservato, ogni essere umano è un poeta, un mascheratore, un guerriero e un ballerino, e nella sua arte innocente proietta, contro il tumulto della strada, un'immagine dell'esistenza umana». Sono presentate sequenze di breve durata e apparentemente non legate fra di loro: un gatto alla finestra, un cane sul marciapiede, bambini spesso mascherati come a Carnevale o nel giorno di Halloween, per esempio con bambine vestite da zingare e bambini mascherati da pirati provvisti di baffi disegnati a matita, con costumi scadenti. Le sequenze sono spesso organizzate tematicamente, raggruppando insieme riprese di argomenti specifici, per esempio inquadrature di anziani che parlano, escono o portano a spasso i loro cani sono seguite da riprese di coppie e poi da immagini di bambini. Quando due o più scene sono collegate fra di loro, per esempio un alterco fra bambini e conseguenze, queste sono state mantenute in sequenza.

## Produzione
Il film, autoprodotto, fu girato a intermittenza fra il 1945 e il 1946. Lo scrittore e critico cinematografico James Agee era entrato in contatto con la fotografa Helen Levitt, pioniera della Street photography, attraverso il fotografo Walker Evans il quale a sua volta condivideva con la Lewitt una camera oscura  e aveva collaborato con Agee alla realizzazione del libro fotografico Sia lode ora a uomini di fama. Helen Levitt era nota come fotografa i cui soggetti preferiti erano i bambini di Harlem ritratti in immagini che ricordavano quelle di Henri Cartier-Bresson. Agee era affascinato da queste foto che raccolse in un libro fotografico che tuttavia poté essere pubblicato solo nel 1965 col titolo A Way of Seeing. Agee, che a differenza di Helen Lewitt aveva dimestichezza con il cinema, suggerì che i bambini di Harlem, oggetto delle fotografie, avrebbero potuto essere il soggetto di un film sperimentale. Le riprese vennero effettuate, oltre che da Helen Levitt, da Janice Loeb e da James Agee per mezzo di una cinepresa Kodak 16 mm a carica manuale che permetteva le riprese dall'altezza della vita senza che i soggetti si accorgessero di essere ripresi. Le riprese avvennero principalmente sulla East 133rd Street della Spanish Harlem. Janice Loeb, l'unica benestante dei tre autori, può essere considerata la produttrice; Helen Levitt aveva lavorato come montatrice durante la seconda guerra mondiale in alcuni film di propaganda diretti da Luis Buñuel. Nel 1951 uscì una nuova versione del film, arricchita del commento musicale di Arthur Kleiner.

## Critica
Sebbene In the street sia stato definito "la quintessenza del documentario", alcuni critici giudicano questo cortometraggio non un "documentario", ma un film "surrealista", un film "d'avanguardia". Il cortometraggio suscitò l'entusiasmo del pubblico in una rassegna del 1996 al Whitney Museum of American Art dedicata alle immagini di New York. Testimonia Martin Scorsese: «C'è anche un cortometraggio molto sottovalutato che mi piace, realizzato negli anni Cinquanta: In the Street, di James Agee, Janice Loeb e Helen Levin, una grande direttrice della fotografia. Richard Price mi ha regalato una cassetta di questo film: è un documentario di un quarto d’ora sulla vita in un rione di Harlem; il montaggio è magnifico, e l'atmosfera d’insieme risulta davvero angosciante grazie a un senso acuto dell'improvvisazione e del dettaglio». Nel 2006 In the street è stato scelto per essere conservato nel National Film Registry in quanto "culturalmente, storicamente o esteticamente significativo".